# 中美洲統合體
中美洲統合體（西班牙語：Sistema de la Integración Centroamericana，缩写为SICA）於1991年12月13日成立，是一個中美洲國家政府間的組織。該組織以觀察員身份受邀參與聯合國大會，並且在聯合國總部設有常駐代表團。其總部設於薩爾瓦多。

## 歷史
中美洲步入政治、經濟和文化統合軌道源自於1907年推動成立中美洲法院，並於1951年簽訂聖薩爾瓦多條約正式成立中美洲法院，但部份成員國發生領土衝突，因此中美洲一體化目標並未完成。
直至1991年正式成立中美洲統合體才顯示中美洲一體化目標漸入佳境，該組織制定了明確的法律基礎以避免成員國之間再次發生衝突。中美洲統合體成員國包括中美地峽七國及位於加勒比海的多明尼加。
中美洲統合體包含中美洲議會、中美洲經濟整合銀行及中美洲共同市場等超國家組織。

## 成員國
| 國旗       | 國家             | 首都         | 代碼簡寫 | 加入時間 | 人口 (0)   | 面積                          | 人口密度              |
| ---------- | ---------------- | ------------ | -------- | -------- | ---------- | ----------------------------- | --------------------- |
| 伯利兹     | 貝里斯           | 貝爾莫潘     | BZ       | 1998年   | 400,031    | 22,966 km2 （8,867 sq mi）    | 16/km2 （41/sq mi）   |
| 哥斯达黎加 | 哥斯達黎加共和國 | 聖荷西       | CR       | 創始國   | 5,153,957  | 51,100 km2 （19,700 sq mi）   | 95/km2 （250/sq mi）  |
| 多明尼加   | 多明尼加共和國   | 聖多明各     | DR       | 2013年   | 11,117,873 | 48,671 km2 （18,792 sq mi）   | 219/km2 （570/sq mi） |
| 萨尔瓦多   | 薩爾瓦多共和國   | 聖薩爾瓦多   | SV       | 創始國   | 6,314,167  | 21,041 km2 （8,124 sq mi）    | 302/km2 （780/sq mi） |
| 危地马拉   | 瓜地馬拉共和國   | 瓜地馬拉城   | GT       | 創始國   | 17,608,483 | 108,889 km2 （42,042 sq mi）  | 152/km2 （390/sq mi） |
| 洪都拉斯   | 洪都拉斯共和國   | 特古西加爾巴 | HN       | 創始國   | 10,278,345 | 112,090 km2 （43,280 sq mi）  | 81/km2 （210/sq mi）  |
| 尼加拉瓜   | 尼加拉瓜共和國   | 馬那瓜       | NI       | 創始國   | 6,850,540  | 130,370 km2 （50,340 sq mi）  | 47/km2 （120/sq mi）  |
| 巴拿马     | 巴拿馬共和國     | 巴拿馬城     | PA       | 創始國   | 4,351,267  | 75,420 km2 （29,120 sq mi）   | 53/km2 （140/sq mi）  |
| 8 國家     | 8 國家           | 8 國家       | 8 國家   | 8 國家   | 58,096,944 | 570,547 km2 （220,289 sq mi） | 102/km2 （260/sq mi） |

### 美洲內觀察員
- 阿根廷
- 玻利维亚
- 巴西
- 加拿大
- 智利
- 哥伦比亚
- 墨西哥
- 秘魯
- 美国
- 乌拉圭[3]

### 美洲外觀察員
- 埃及
- 欧盟
- 法國
- 德国
- 希腊
- 梵蒂冈
- 義大利
- 日本
- 大韓民國
- 摩洛哥
- 新西兰
- 馬爾他騎士團
- 俄羅斯
- 塞爾維亞
- 西班牙
- 瑞典
- 中華民國
- 土耳其
- 阿联酋
- 英国[4]

## 總部大樓
中美洲統合體總部大樓位於聖薩爾瓦多，佔地9,919.31平方公尺，土地由薩爾瓦多政府捐贈，由中華民國政府資助興建。中美洲統合體為感謝中華民國協助中美洲區域統合進程所作貢獻，將總部大樓6樓之活動大廳命名為「中華民國廳」。

## 參见
- 中美洲
- 拉美和加勒比國家共同體
- 加勒比共同體

## 相關網站
- 中美洲統合體官網（页面存档备份，存于）（西班牙文）